# Список заслуженных артистов Грузинской ССР
Список заслуженных артистов Грузинской ССР
Ниже приведён список заслуженных артистов Грузинской ССР по годам присвоения звания.

## 1920-е

### 1924
- Аббасов, Мирза Али (1874—1943), актёр театра[1]

## 1930-е

### 1936
- Мухтарова, Фатьма Саттаровна (1893 или 1898—1972), оперная певица

### 1939
- Галстян, Ваган Георгиевич (1884 —?), актёр[1]

## 1940-е

### 1940
- Смиранин, Анатолий Дмитриевич (1892—1971), актёр театра

### 1943
- Белецкая, Белла Георгиевна — актриса[2]
- Хорошвили, Владимир Алексанлрович (1902—1974) — трубач[3]
- Казинец-Шах-Азизова, Марина Ивановна (1907—2000) — артистка балета[4]

### 1945
- Беришвили, Закарий Иванович (1887—1965) — актёр[5]

### 1946
- Гвенцадзе, Георгий Алексеевич (1889—1970), тромбонист[6]

## 1950-е

### 1950
- Нейман, Михаил Маркович (1882—1964), фаготист[7]

### 1956
- Ткабладзе, Леонтий Сабаевич (р. 1917), валторнист[8]

### 1957
- Троянов, Николай Алексеевич (1921—2016), драматург, режиссёр

### 1958
- Абашидзе, Лейла Михайловна (1929—2018), киноактриса и певица
- Анджапаридзе, Зураб Иванович (1928—1997), оперный певец[9].
- Магалашвили, Эдишер Георгиевич (1925—2005) — актёр[10].
- Мордасов, Пётр Павлович (р. 1920), трубач[11]

### 1959
- Андроникашвили, Кира Георгиевна (1908—1960) — актриса и режиссёр кино[12]

## 1960-е

### 1960
- Хмаладзе, Семён Лазаревич (1902—1980) — тромбонист[3]

### 1961
- Агдогомелашвили, Антон Михайлович (1908—1966), артист цирка, гимнаст на турниках[13]
- Агдогомелашвили, Георгий Антонович (р. 1932), артист цирка, гимнаст на турниках[13]
- Алибегашвили, Роден Фёдорович (1927—1985), тромбонист[14]
- Асатиани, Лиана Георгиевна (1926—2014), актриса[15]
- Ланчава, Варлаам Николаевич (1898—1968), трубач[16]
- Шкурович, Леон Семёнович (1920—1990) — трубач[17]
- Чонишвили, Ножери Давидович (1926—1987) — актёр,[18]

### 1962
- Мелентьев, Валентин Иванович (1906—1978), кларнетист[19]

### 1965
- Датукишвили, Семён Иорданович (1910—?), гобоист[20]
- Мегвинетухуцеси, Отар Вахтангович (1932—2013), актёр театра и кино[21]
- Шария, Нугзар Спиридонович (1941—2022), актёр

### 1966
- Екатерина Варламовна Верулашвили (1917—1973), актриса театра и кино[22]
- Кахиани, Мамия Ноевич (1919—1980), флейтист[23]

### 1967
- Арчвадзе, Тенгиз Григорьевич (1932—2023), актёр[24]
- Гоголадзе, Павел Исаакович (р. 1918), кларнетист[25]
- Чохели, Гюлли Николаевна (р.1935) — эстрадная певица.

### 1968
- Брегвадзе, Нани Георгиевна (р.1938), певица[26]
- Бурдули, Николай Георгиевич (р. 1921), флейтист[27]

### 1969
- Тохадзе, Гиви Максимович (1922—2010), театра и кино[28]

## 1970-е

### 1970
- Исакадзе, Лиана Александровна (1946—2024), скрипачка, дирижёр[29].
- Соткилава, Зураб Лаврентьевич (1937—2017), оперный певец[30]

### 1978
- Габараев, Давид Петрович (1933—2007), актёр[31]

### 1979
- Грузинский, Пётр Петрович (1920—1984), сценарист, поэт, киноактёр.
- Цуладзе, Баадур Сократович (1935—2018), актёр, кинорежиссёр и сценарист.[32]
- Чхаидзе, Василий Исакиевич (1905—1986), актёр.[33]

## 1980-е

### 1981
- Амиранишвили, Гиви Михайлович (р. 1938), тромбонист[34]
- Бондаревский, Моисей Борисович (р. 1946), трубач[35]

### 1982
- Алавидзе, Зураб Давидовиче (р. 1932), фаготист[36]

### 1983
- Беридзе, Георгий Максимович (1939- 2020), гобоист[37]
- Мукерия, Борис Шалвович (р. 1933), валторнист[38]
- Хорперия, Нодар Андреевич (р. 1929) — флейтист[3]

### 1984
- Маилян, Ерванд Минасович (р. 1919), фаготист[39]
- Мацкепладзе, Муртаз Шакроевич (р. 1952), фаготист[40]

### 1985
- Абрамишвили, Леван Иванович (р. 1935), флейтист[41]
- Апостол, Степан Ефимович (р. 1952), валторнист[42]
- Грдзелишвили, Шота Сергеевич ( 1931-2005, тромбонист[43]
- Лория, Абессалом Мамантьевич (1922—2001), актёр
- Пиолия, Анзор Сергеевич (1940—2010), оперный певец книга : грузинская музыкальная энциклопедия 1985 г |страница 467
- Шабанов, Лев Георгиевич (1952—2021), дирижёр

### 1989
- Гвердцители, Тамара Михайловна (р.1962), певица[44]

## 1990-е

### 1991
- Вашакидзе, Тамаз Ремович(р.1961), артист балета, хореограф[45]

## Год присвоения звания не установлен
- Бардзимашвили, Роберт (1934—2003), певец.
- Вашадзе, Михаил (1908-?), актёр[46]
- Воинова, Валентина Ивановна (1938—2014), актриса.
- Гарагаш, Михаил, актёр[47]
- Злобин, Илья, актёр[48]
- Харебати, Фёдор Григорьевич (1930—2022), актёр
- Читашвили, Дик (Давид) Иосифович (1913—1979), иллюзионист[49]